# 幸せになるための10のバイブル
『幸せになるための10のバイブル』（The Ten）は、2007年のアメリカ映画。日本では劇場未公開でビデオスルーとなった。
モーセの十戒をモチーフにしたオムニバス映画。

## キャスト
| 役名                       | 俳優                       | 日本語吹替 |
| -------------------------- | -------------------------- | ---------- |
| スティーブン・モンゴメリー | アダム・ブロディ           | 上田燿司   |
| デュアン                   | ロブ・コードリー           |            |
| グレッチェン               | ファムケ・ヤンセン         |            |
| バーニス                   | ケリー・ケニー＝シルヴァー |            |
| グレン・リッチー           | ケン・マリーノ             |            |
| グロリア・ジェニングス     | グレッチェン・モル         |            |
| マーク・ジェイコブソン     | オリヴァー・プラット       |            |
| ジェフ                     | ポール・ラッド             | 小野健一   |
| ケリー・ラフォンダ         | ウィノナ・ライダー         | 大倉彩     |
| レイ・ジョンソン           | リーヴ・シュレイバー       |            |
| フィールディング           | ロン・シルヴァー           |            |
| イエス・キリスト           | ジャスティン・セロー       |            |
| レベッカ                   | ラシダ・ジョーンズ         |            |
| リズ・アン・ブレイザー     | ジェシカ・アルバ           | 瀬戸奈保子 |